# Seioptera
Genre
Seioptera est un genre d'insectes diptères brachycères de la famille des Ulidiidae.
Dans certaines classifications, sa famille est reprise sous le nom Otitidae (voir cet article).

## Liste d'espèces
Selon Fauna Europaea (3 juillet 2013) :
- Seioptera vibrans (Linnaeus, 1758)

Selon ITIS (8 avril 2018) et EOL (8 avril 2018) :
- Seioptera colon Loew, 1868
- Seioptera costalis (Walker, 1849)
- Seioptera vibrans (Linnaeus, 1758)

Selon BioLib (8 avril 2018) :
- Seioptera colon Loew, 1868
- Seioptera costalis Walker, 1849
- Seioptera demonstrans Hennig, 1941
- Seioptera importans Hennig, 1941
- Seioptera vibrans (Linnaeus, 1758)